# Зустрічі
«Зустрічі» — український літературний часопис студентів і молодої інтелігенції, який видаває УСКТ у Польщі, місто Варшава. Виходить неперіодично українською та польською мовами, були також весії часопису білоруською та литовською мовами.

## Історія
Заснований у 1984 році у Варшаві. З 1984 по 1987 рік усі дванадцять номерів часопису вийшли українською мовою. У 1988 році вперше опубліковано було номер польською мовою.

## Головні редактори
- Богдан Тхір (1984-1986)
- Богдан Гук (1986-1990)
- Мирослав Чех (1990—1995)

До складу редакції часопису входили: Ігор Марушечко, Роман Крик, Віра Ковальська, Є. Почтар, Андрій Заброварний, Галина Леськів, Мирослав Машлянко та інші.
З часописом співпрацювали: Юрій Гаврилюк, Роман Дрозд, Євген Місило, Євген Рижик, Андрій Степан, Ярослав Мокляк, Микола Сирник, Іван Щерба, Петро Тима.